# Милан Дудић
Милан Дудић (Краљево, 1. новембра 1979) је бивши српски фудбалер. Играо је у одбрани.

## Клупска каријера
Фудбалом се почео бавити у локалном клубу Магнохром из Краљева, да би након тога наступао и за Бане из Рашке и краљевачку Слогу. Године 1998. облачи дрес београдског прволигаша ФК Чукарички Станком, који га најпре шаље на позајмицу у своју филијалу ФК Комграп, да би након тога одиграо сјајне три сезоне (1999—2002) у дресу "брђана".
У зимском прелазном року 2002. постаје члан београдске Црвене звезде. У Црвеној звезди је играо четири и по сезоне и забележио 142 наступа у званичним мечевима уз 14 постигнутих голова. Учествовао је у освајању две шампионске титуле 2004. и 2006. године и три национална купа 2002, 2004. и 2006. године. Био је стандардни члан одбрамбене линије Црвене звезде из сезоне 2003/04, која је у шампионату Србије и Црне Горе примила само 13 голова, што је и данас рекорд клуба у једној првенственој сезони.
Од 2006. до 2011. наступао за аустријски Ред Бул Салцбург, где је прешао на позив Лотара Матеуса, који га је познавао из дана када је предводио београдски Партизан. Са аустријским тимом освојио три титуле првака (2007, 2009, 2010). Од 2011. до 2014. био је члан Штурма из Граца у коме је и завршио каријеру.

## Репрезентација
Као члан Чукаричког дебитовао је и за репрезентацију 28. јуна 2001. године у поразу од Парагваја (0:2). За национални тим одиграо је укупно 13 утакмица, а последњу на Светском првенству у Немачкој 2006. године против Обале Слоноваче. Тај меч је игран без такмичарског значаја, јер су обе екипе у претходним мечевима изгубиле све шансе за пласман у осмину финала. Утакмица против Обале Слоноваче Дудићу није остала у лепом сећању, јер је скривио два пенала и афрички тим је славио са 3:2. То му је био и последњи наступ у дресу са државним грбом.

## Трофеји
Црвена звезда
- Првенство Србије и Црне Горе (2) : 2003/04, 2005/06.
- Куп Србије и Црне Горе (2) : 2003/04, 2005/06.

Ред Бул Салцбург
- Првенство Аустрије (3) : 2006/07, 2008/09, 2009/10.